# Parafia św. Katarzyny Aleksandryjskiej w Miedźnie
Parafia Świętej Katarzyny Aleksandryjskiej w Miedźnie – parafia rzymskokatolicka w Miedźnie utworzona w 1425. Należy do Dekanatu Miedźno archidiecezji częstochowskiej.
Do parafii należy kościół św. Katarzyny w Miedźnie, zbudowany na miejscu poprzedniego drewnianego w XIX wieku, którego wnętrze jest ozdobione polichromiami wykonanymi w latach 1899–1907 przez Antoniego Szulczyńskiego, a także filialne kościoły św. Maksymiliana Kolbe w Borowej i św. Antoniego Padewskiego we Władysławowie.

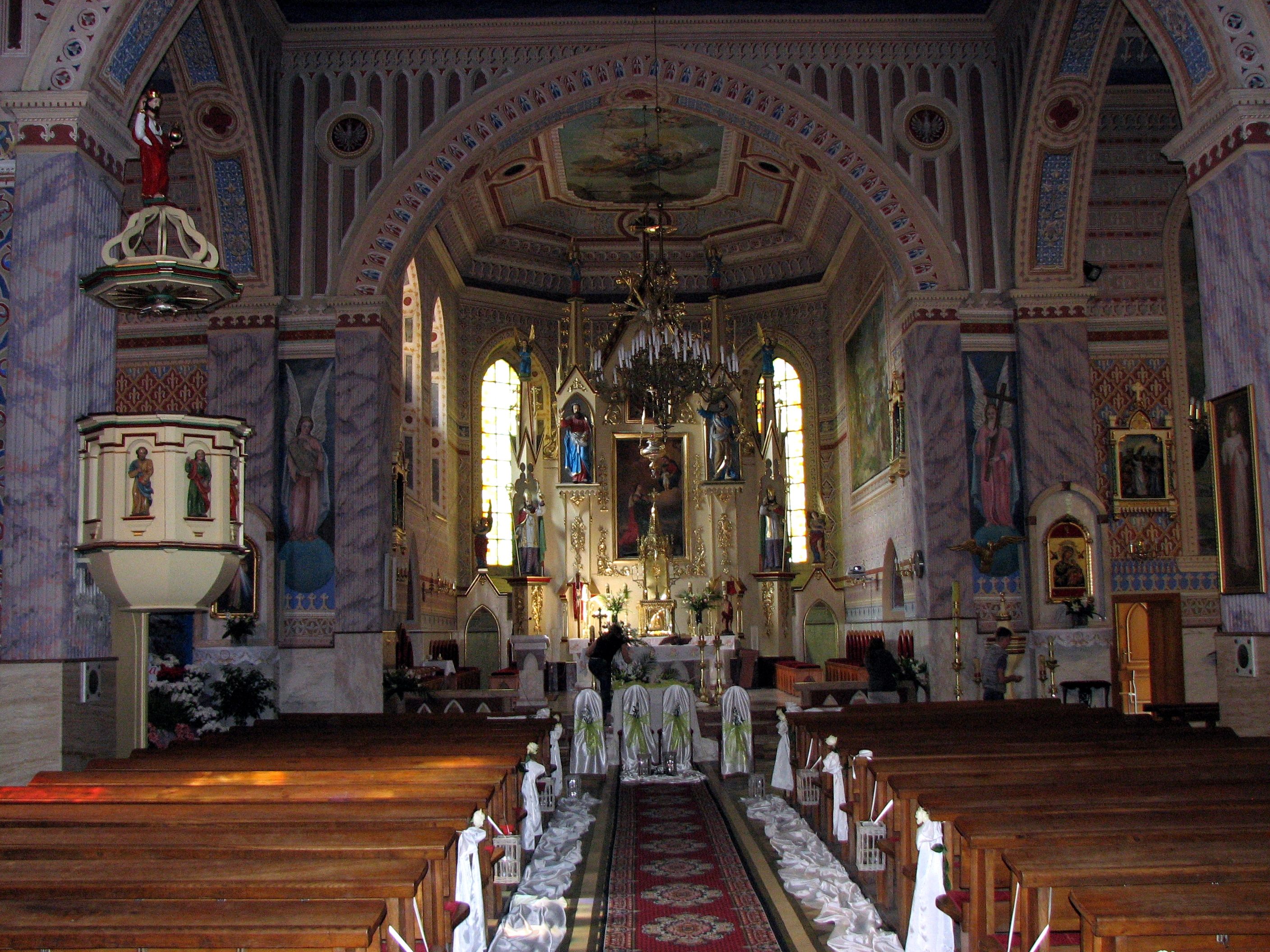
Polichromia w kościele w Miedźnie
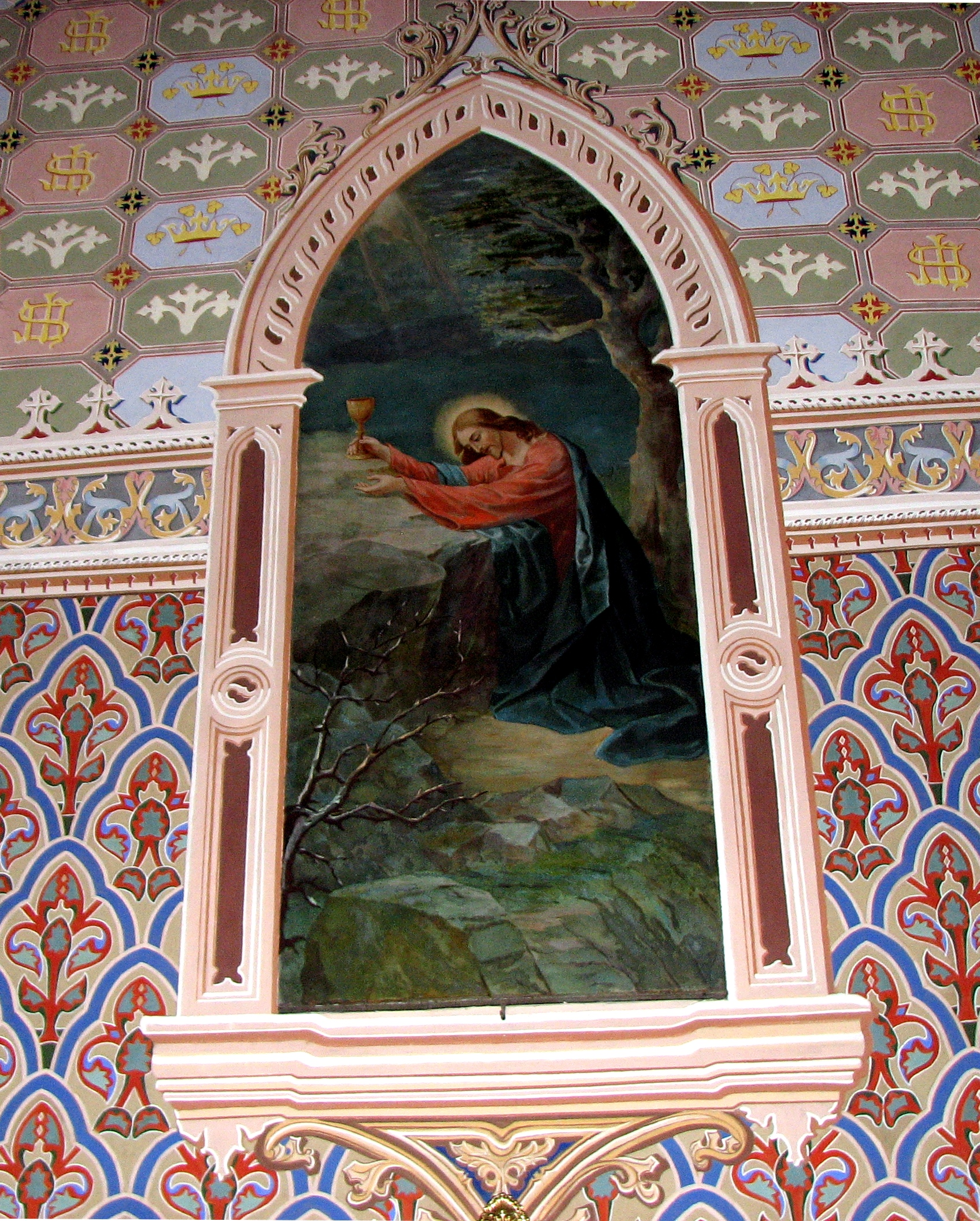
Jeden z fresków w kościele w Miedźnie

W pobliżu kościoła znajduje się parafialny cmentarz.